# Елизабет Бернхардина фон Тюбинген
Елизабет Бернхардина фон Тюбинген-Лихтенек (на немски: Elizabeth Bernhardina von Tübingen-Lichteneck; * 11 октомври 1624; † 4 ноември 1666) е графиня от Тюбинген, господарка на замък Лихтенек (днес в Кенцинген) в Баден-Вюртемберг и чрез женитба графиня на Залм–Нойбург.

## Живот
Тя е единствената дъщеря на граф Конрад Вилхелм фон Тюбинген (1605 – 1630) и съпругата му графиня Анастасия фон Лайнинген-Вестербург (1588 – 1656), дъщеря на граф Лудвиг фон Лайнинген-Вестербург (1557 – 1622) и Бернхардина фон Липе (1563 – 1628).
Елизабет Бернхардина се омъжва на 26 ноември 1637 г. за граф Карл фон Залм-Нойбург (1604 – 1662/1664), син на граф Вайхард фон Залм-Нойбург (1575 – 1617) и фрайин Сидония фон Мюнхвиц (1579 – 1638). Карл наследява чрез нея замък Лихтенек и го продава през 1664 г.

## Деца
Елизабет Бернхардина и граф Карл фон Залм-Нойбург имат 9 деца:
- Вайкхард Игнац Вилхелм Леополд (1645 – 1703), свещеник в Регенсбург
- Мария Анна Елизабет (1646 – 1698), омъжена 1673 г. за граф Йохан Фердинанд Ернст фон Вартенберг (1630 – 1675)
- Франц Леополд Игнац (1648 – 1702), граф на Залм-Нойбург, женен за Мария Херценлаут Шифер, баронеса фон и цу Фрайлинг и Даксберг (1653 – 1711)
- Анна Клара (1650 – 1671)
- Йохан Лудвиг (1652 – 1673 убит)
- Изабела Амелия (1653 – 1691), омъжена 1666 г. за фрайхер Ярослав Свиховски фон Ризенбург (+ 1716)
- Мария Франциска Барбара (1655 – 1707), омъжена 1669 г. за граф Ромедиус Константин фон Тун и Хоенщайн (1641 – 1700)
- Парис Йохан Юлиус (1656 – 1701), свещеник в Олмютц
- Фердинанд, малтийски рицар